# Карнобатска котловина
Карноба̀тска котловина̀ (или Карнобатско поле) е котловинно поле в Средногорско-Подбалканската област, десета по ред от запад на изток задбалканска котловина.
Карнобатската котловина е разположена между планините Стидовска и Карнобатска на север и Терзийски баир на югозапад (дялове от Стара планина) и възвишението Хисар на югоизток. На юг чрез долината на река Мочурица (ляв приток на Тунджа) се свързва със Сливенската котловина, а на изток чрез ниска седловина в района на село Черноград – с Айтоската котловина.
Площта на котловината е 320 км2, като дължината ѝ от северозапад на югоизток е около 45 км, а ширината от 1 до 7 км. Средната ѝ надморска височина е 180 м и е наклонена на юг, югоизток и югозапад. Поделя се на две части – Сунгурларско поле на северозапад с по-голяма надморска височина и Карнобатско поле на изток – с по-малка надморска височина и частично заблатено.
Котловинното дъно е запълнено с речни наноси и терциерни песъчливо-глинести седименти. Най-ниските ѝ части покрай река Мочурица са заблатени. Оградните планински склонове са изградени от горнокредни седименти и пирокластити. Отводнява се от река Мочурица (ляв приток на Тунджа) и нейните притоци. Климатът е преходно-континентален. Почвите са делувиално-пролувиални по долините на реките, канелени в периферните части, смолници и рендзини. Има благоприятни условия за лозарство, овощарство, зеленчукопроизводство, технически култури и орехи.
В котловината са разположени 2 града и 19 села:
- Област Сливен – 2 села
  - Община Котел – Мокрен и Пъдарево.
- Област Бургас – 2 града и 17 села
  - Община Карнобат – Глумче, Зимен, Искра, Карнобат, Кликач, Мъдрино, Невестино, Огнен, Сигмен и Соколово.
  - Община Сунгурларе – Вълчин, Горово, Грозден, Лозарево, Лозица, Славянци, Сунгурларе, Черница и Чубра.

През котловината преминават участъци от четири пътя от Държавната пътна мрежа:
- От запад на изток, от моста на река Мочурица до разклона за село Черноград, на протежение от 19,6 км – участък от първокласен път № 6 ГКПП „Гюешево“ – София – Карлово – Бургас.
- В най-западната част на котловината, от север на юг, на протежение от 5,2 км – участък от първокласен път № 7 Силистра – Шумен – Ямбол – ГКПП „Лесово“.
- В централната част на котловината, от северозапад на югоизток, на протежение от 17,7 км – участък от второкласен път № 73 Шумен – Смядово – Карнобат.
- От северозапад на югоизток, от град Сунгурларе до село Мъдрино, на протежение от 17,2 км – участък на третокласен път № 705 Бероново – Сунгурларе – Мъдрино.

От запад на изток, от жп моста на река Мочурица до гара Черноград преминава участък от трасето на Подбалканската жп линия София – Карлово – Бургас, а от гара Карнобат до гара Лозарево – участък от жп линията Карнобат – Комунари.

## Топографска карта
- Лист от карта K-35-42. Мащаб: 1 : 100 000.
- Лист от карта K-35-43. Мащаб: 1 : 100 000.
- Лист от карта K-35-54. Мащаб: 1 : 100 000.
- Лист от карта K-35-55. Мащаб: 1 : 100 000.